# Siège de Charleston
Guerre d'indépendance des États-Unis
Batailles
Théâtre sud de la guerre d'indépendance des États-Unis (1780-1782)
- Siège de Charleston
- Monck's Corner
- Lenud's Ferry
- Waxhaws
- Mobley's Meeting House
- Ramsour's Mill
- Huck's Defeat
- Colson's Mill
- Rocky Mount
- Hanging Rock
- Camden
- Fishing Creek
- Musgrove Mill
- Wahab's Plantation
- Black Mingo
- Charlotte
- Kings Mountain
- Shallow Ford
- Fishdam Ford
- Blackstock's Farm
- Cowpens
- Cowan's Ford
- Torrence's Tavern
- Massacre de Pyle
- Wetzell's Mill
- Guilford Court House
- Fort Watson
- Hobkirk's Hill
- Fort Motte
- Augusta
- Ninety-Six
- House in the Horseshoe
- Chesapeake
- Eutaw Springs
- Lindley's Mill
- Yorktown
- Videau's Bridge
- Baie d'Hudson
- Combahee River

Le siège de Charleston, du 29 mars au 12 mai 1780, est une importante bataille de fin de la guerre d'indépendance des États-Unis, après le changement d'orientation stratégique des Britanniques envers les colonies américaines du Sud.
Faisant de la prise de Charleston leur priorité principale, les Britanniques envoyèrent le général Henry Clinton, qui commença son siège de cette ville le 30 mars 1780, avec environ 14 000 soldats et 90 navires. Les rebelles, dirigés par le général Benjamin Lincoln,avaient environ 5 500 hommes et des fortifications inadéquates pour repousser les forces contre eux.
Louis Antoine de Cambray-Digny qui participa à la défense de la ville et fut honoré pour son action décrit cette bataille comme suit :

« Le 30 Mars 1780 les Anglois investirent la Ville du côté de terre. La nuit du 1er d'Avril ils ouvrirent la tranchée. Le 7 la Ville reçut un renfort de 800 Virginiens. Le 10 le Général Anglois somma la Ville de se rendre à discrétion. Le 13 la 1re parallèle et ses Batteries étant achevées les Anglois commencèrent un feu très vif de canons et mortiers conjointement avec les batteries de James Island et Ashley River contre la Ville et ses retranchements. Le 17, la 2d. parallèle fut achevée. Le 21 les Assiégés proposèrent d'évacuer la Ville sous la condition d'emporter armes et bagages et d'avoir 10 jours de trêve pour prendre telle position qu'ils jugeroient leur convenir. Le 24 les Assiégés firent une sortie avec 300 hommes sur la droite de la 3e parallèle, où ils tuèrent quelques Anglois et leur firent quelques prisonniers. Le 1er de May la droite de l'Avant fossé fut mise à Sec. Le 8 la 3e parallèle et ses batteries furent achevées, les Anglois sommèrent de rechef la Ville, ils battirent en Brèche. Le 11 ils firent le passage du fossé sur la gauche, et poussèrent une Sape jusqu'à rabattis vers l'angle saillant du Ravelin. Le 12 la Ville Capitula, la Garnison eut les honneurs de la Guerre. »

Après que les Britanniques eurent coupé ses lignes d’approvisionnement et les lignes de retraite aux batailles de Monck’s Corner et Ferry de Lenud, la reddition du major-général Benjamin Lincoln de l'Armée continentale eut lieu le 12 mai 1780.